# Championnat d'Allemagne de football 1962-1963
Navigation
Meisterschaft
(Oberligen)
1961-1962 Bundesliga
1963-1964
La saison 1962-1963 du Championnat de RFA de football était la 53e édition de la première division allemande. Le championnat fut disputé par 9 clubs issus de cinq ligues supérieures (les champions et vice-champions des Oberligen Nord, West, Südwest, Süd et le champion de l'Oberliga Berlin).
Depuis 1947, quatre Oberligen (Nord, West, Süd et Südwest) s'étaient constituées auxquelles s'ajoutait la Vertragsliga Berlin. Celle-ci fut, par facilité, familièrement dénommée "Oberliga Berlin". Depuis la saison 1950-1951, cette ligue ne concernait plus que les clubs situés à Berlin-Ouest. Malgré la faiblesse générale de ses clubs par rapport à la moyenne générale, la "Ligue berlinoise" resta maintenue jusqu'en 1963 pour d'évidentes raisons politiques, mais aussi "sentimentales".
Après un tour préliminaire qui concerne 2 équipes pour une place en phase finale, les 8 équipes qualifiées sont regroupés en 2 poules de 4 équipes, où chaque formation rencontre ses adversaires une fois à domicile, l'autre fois à l'extérieur. Le premier de chaque poule se qualifie pour la finale nationale, disputée sur un match.
C'est le Borussia Dortmund qui remporte le championnat en battant en finale le champion de RFA en titre, le FC Cologne. C'est le 3e titre de champion d'Allemagne de l'histoire du club.

## Oberliga Nord
L'Oberliga Nord 1962-1963 (en français : Ligue supérieure de football d'Allemagne du Nord) fut une ligue de football. Elle fut la 15e et dernière édition de cette ligue en tant que plus haute division de la hiérarchie du football allemand.
Cette zone couvrait le Nord du pays et regroupait les Länder de Basse-Saxe, du Schleswig-Holstein et le territoire des "Villes libres" de Brême et de Hambourg.
De 1946 à la fin de l'été 1948, les équipes de cette zone avaient pris part, en commun avec cette de la zone "Ouest", aux compétitions appelées Meisterschaft der Britische Besatzungzone 1946-1947 et  Meisterschaft der Britische Besatzungzone 1947-1948.
À la fin de la saison, trois clubs (Hamburger SV, SV Werder Bremen, Braunschweiger TSV Eintracht) furent retenus pour faire partie de la nouvelle "Ligue fédérale", la Bundesliga. Toutes les autres formations furent reversées vers une série composant la nouvelle "Division 2": la Regionalliga Nord.

### Compétitions
Hamburger SV remporta son 14e titre de Norddeutscher Meister (15 si l'on prend en compte la saison 1947-1948). Une nouvelle fois, le Werder Bremen fut vice-champion. Les deux clubs se qualifièrent pour la phase finale nationale.

#### Légende
| Légende         |                                                                        |
| C               | Norddeutscher Meister & qualifié pour la phase finale nationale        |
| Q               | qualifié pour la phase finale nationale                                |
| (T)             | Tenant du titre de l'Oberliga Nord 1961-1962                           |
| BL              | club retenu pour la Bundesliga en plus des champions et vice-champion. |
| RL              | Reversé en Regionalliga Nord, la saison suivante                       |
| q               | Tour de qualification pour la Regionalliga Nord                        |
| en augmentation | club promu des Amateurligen depuis la fin de la saison précédente      |

#### Classement
|    |    |                              | M  | G  | N  | P  | +   | -  | Avg  | Pts |            |
| -- | -- | ---------------------------- | -- | -- | -- | -- | --- | -- | ---- | --- | ---------- |
| C  | 1  | Hamburger SV (T)             | 30 | 22 | 5  | 3  | 100 | 40 | 2,50 | 49  | BUNDESLIGA |
| Q  | 2  | SV Werder Bremen             | 30 | 22 | 3  | 5  | 102 | 44 | 2,32 | 47  | BUNDESLIGA |
| BL | 3  | Braunschweiger TSV Eintracht | 30 | 17 | 3  | 10 | 62  | 41 | 1,51 | 37  | BUNDESLIGA |
| RL | 4  | VfR Neumünster               | 30 | 14 | 7  | 9  | 48  | 46 | 1,04 | 35  |            |
| RL | 5  | Kieler SV Holstein           | 30 | 14 | 6  | 10 | 73  | 58 | 1,26 | 34  |            |
| RL | 6  | FC St. Pauli                 | 30 | 11 | 8  | 11 | 48  | 45 | 1,07 | 30  |            |
| RL | 7  | VfL Osnabrück                | 30 | 12 | 4  | 14 | 44  | 46 | 0,96 | 28  |            |
| RL | 8  | VfV Hildesheim               | 30 | 11 | 5  | 14 | 51  | 62 | 0,82 | 27  |            |
| RL | 9  | Hannover SV 96               | 30 | 12 | 3  | 15 | 47  | 61 | 0,77 | 27  |            |
| RL | 10 | SV Arminia Hannover          | 30 | 11 | 4  | 15 | 56  | 64 | 0,88 | 26  |            |
| RL | 11 | ASV Bergedorf 85             | 30 | 9  | 8  | 13 | 44  | 57 | 0,77 | 26  |            |
| RL | 12 | VfB Oldenburg                | 30 | 7  | 11 | 12 | 46  | 67 | 0,69 | 25  |            |
| RL | 13 | TuS Bremerhaven 93           | 30 | 9  | 6  | 15 | 40  | 56 | 0,71 | 24  |            |
| RL | 14 | Concordia Hamburg            | 30 | 9  | 5  | 16 | 43  | 64 | 0,67 | 23  |            |
| q  | 15 | FC Altona 93                 | 30 | 10 | 2  | 18 | 51  | 76 | 0,67 | 22  |            |
| q  | 16 | VfB Lübeck                   | 30 | 7  | 6  | 17 | 37  | 65 | 0,57 | 20  |            |

### Création de la Bundesliga
En vue de la saison suivante, la Deutscher Fussball Bund créa la première ligue nationale unique de l'Histoire du football allemand : la Bundesliga. La désignation des équipes composant cette ligue se fit selon des critères prédéterminés.
La Norddeutscher Fußball-Verband (NFV) eut droit à trois places qui furent attribuées au:
- Hamburger Sport Verein
- Sport Verein Werder Bremen
- Braunschweiger Turn-und Sport Verein Eintracht

Pour les détails des désignations de la région Nord, voir Oberliga Nord.

### Création de la Regionalliga Nord
- Champions : 
  - Bremen : AGSV Bremen
  - Hamburg : HSV Barmbek-Uhlenhorst (2e : SC Victoria Hambourg également qualifié)
  - Niedersachsen-West : VfL Oldenburg (3e : TuS Celle qualifié pour le tour préliminaire)
  - Niedersachsen-Ost : VfL Wolfsburg (2e : Leu Braunschweig qualifié pour le tour préliminaire)
  - Schleswig-Holstein : Heider SV (2e : SV Friedrichsort également qualifié)

#### Tour de qualification pour la Regionalliga Nord
Tour préliminaire - Basse-Saxe

Les vice-champions des Amateurligen Niedersachsen-West et Niedersachsen-Ost s'affrontent afin de concourir au tour de qualification en lui-même.
| Équipe 1  | Score | Équipe 2         | Aller | Retour |
| --------- | ----- | ---------------- | ----- | ------ |
| TuS Celle | 3-5   | Leu Braunschweig | 2-3   | 1-2    |

Le Leu Braunschweig est qualifié pour la suite du tour de qualification.

Groupe 1
| Rang | Équipe               | Pts | J | G | N | P | Bp | Bc | GA    |
| ---- | -------------------- | --- | - | - | - | - | -- | -- | ----- |
| 1    | Altona 93 (OL)       | 10  | 8 | 4 | 2 | 2 | 12 | 7  | 1,714 |
| 2    | SC Victoria Hambourg | 10  | 8 | 4 | 2 | 2 | 20 | 14 | 1,429 |
| 3    | VfL Wolfsburg        | 8   | 8 | 3 | 2 | 3 | 13 | 12 | 1,083 |
| 4    | Leu Braunschweig     | 8   | 8 | 2 | 4 | 2 | 12 | 15 | 0,800 |
| 5    | Heider SV            | 4   | 8 | 1 | 2 | 5 | 16 | 25 | 0,640 |

Groupe 2
| Rang | Équipe                 | Pts | J | G | N | P | Bp | Bc | GA    |
| ---- | ---------------------- | --- | - | - | - | - | -- | -- | ----- |
| 1    | VfB Lübeck (OL)        | 10  | 8 | 5 | 0 | 3 | 27 | 11 | 2,455 |
| 2    | SV Friedrichsort       | 9   | 8 | 4 | 1 | 3 | 20 | 14 | 1,429 |
| 3    | VfL Oldenburg          | 9   | 8 | 4 | 1 | 3 | 14 | 22 | 0,636 |
| 4    | HSV Barmbek-Uhlenhorst | 8   | 8 | 3 | 2 | 3 | 13 | 15 | 0,867 |
| 5    | AGSV Bremen            | 4   | 8 | 2 | 0 | 6 | 15 | 27 | 0,556 |

Barrage entre les deux 4es
| Équipe 1         | Résultat | Équipe 2               |
| ---------------- | -------- | ---------------------- |
| Leu Braunschweig | 1 - 2    | HSV Barmbek-Uhlenhorst |

#### Composition finale de la Regionalliga Nord
Les onze clubs non retenus pour la Bundesliga, ainsi que les sept équipes qualifiées via le tour de qualification devinrent les fondateurs d'une nouvelle ligue dénommée Regionalliga Nord. Les cinq promus depuis les Amateurligen de ce fait furent: 
- HSV Barmbek-Uhlenhorst
- SV Friedrichsort
- VfL Oldenburg
- VfL Wolfsburg
- SC Victoria Hamburg

## Vertragsliga Berlin
L’Oberliga Berlin 1962-1963 — nom officiel Vertragsliga Berlin, en français : « Ligue berlinoise de football » — est une ligue de football organisée à Berlin-Ouest.
Ce fut la 16e et dernière édition de cette ligue en tant que plus haute division de la hiérarchie du football allemand (deux éditions avaient eu lieu à titre « individuel » en 1945-1946 et en 1946-1947).
Depuis la saison 1950-1951, seuls les clubs localisés dans les différents districts de Berlin-Ouest participent à cette ligue.

### Nom officiel
Précisons que l'appellation officielle de la ligue fut Vertragsliga Berlin. Mais afin de faciliter la compréhension et le suivi de saison en saison, nous employons expressément le terme « Oberliga Berlin », puisque dans la structure mise en place par la DFB, cette ligue allait avoir dans les saisons suivantes, la même valeur que les quatre autres Oberligen (Nord, Ouest, Sud et Sud-Ouest).
À la fin de la saison, un club (Hertha BSC) fut retenu pour faire partie de la nouvelle « Ligue fédérale », la Bundesliga. Sept des neuf autres formations furent reversées vers une série composant la nouvelle « Division 2 » : la Regionalliga Berlin.
Le Berliner FC Viktoria 89, pourtant candidat à la Bundesliga, loupa sa saison. Il dut jouer un « barrage » contre le Reinickendorfer Füchse, mais le perdit et descendit au 3e niveau de la hiérarchie.

### Compétition
Le Hertha BSC remporta le titre de Berliner Meister, se qualifia pour la phase finale nationale et fut retenu pour faire partie de la nouvelle Bundesliga.
En fin de saison, le Hertha BSC fut aussi choisi pour participer à la 6e édition de la Coupe des Villes de Foire la saison suivante.

#### Légende
| C               | Berliner Meister & qualifié pour la phase finale nationale              |
| (T)             | Tenant du titre Berliner Meister 1961-1962                              |
| RL              | club versé en Regionalliga Berlin en vue de la saison suivante.         |
| R               | Relégué en vue de la saison suivante.                                   |
| en augmentation | club promu des séries inférieures depuis la fin de la saison précédente |

#### Classement
Afin de disputer un plus grand nombre de matches, chaque équipe rencontra trois fois chaque adversaire.
|    |    |                             | M  | G  | N  | P  | +  | -  | Avg  | Pts |             |
| -- | -- | --------------------------- | -- | -- | -- | -- | -- | -- | ---- | --- | ----------- |
| C  | 1  | Hertha BSC Berlin           | 27 | 22 | 1  | 4  | 95 | 34 | 2,79 | 45  | BUNDESLIGA  |
| RL | 2  | SC Tasmania 1900 Berlin (T) | 27 | 17 | 5  | 5  | 73 | 28 | 2,61 | 39  |             |
| RL | 3  | Tennis Borussia Berlin      | 27 | 14 | 6  | 7  | 66 | 36 | 1,83 | 34  |             |
| RL | 4  | Spandauer SV                | 27 | 11 | 11 | 5  | 52 | 37 | 1,41 | 33  |             |
| RL | 5  | FC Hertha 03 Zehlendorf     | 27 | 10 | 5  | 12 | 44 | 54 | 0,81 | 25  |             |
| RL | 6  | SC Wacker 04 Berlin         | 27 | 9  | 3  | 15 | 43 | 59 | 0,73 | 21  |             |
| RL | 7  | Berliner FC Südring         | 27 | 7  | 6  | 14 | 43 | 65 | 0,66 | 20  |             |
| RL | 8  | Berliner SV 92              | 27 | 7  | 6  | 14 | 35 | 66 | 0,53 | 20  |             |
| R  | 9  | Berliner FC Viktoria 89     | 27 | 6  | 6  | 15 | 39 | 65 | 0,60 | 18  | Amateurliga |
| R  | 10 | SC Tegel Berlin             | 27 | 5  | 5  | 17 | 39 | 85 | 0,46 | 15  | Amateurliga |

### Parcours européen

#### Coupe des Villes de Foires
Le SC Tasmania 1900 Berlin fut choisi pour participer à la 5e édition de la Coupe des Villes de Foire. Le cercle berlinois fut éliminé dès le 1er tour, par une sélection des meilleurs joueurs d'Utrecht (lors de ses premières éditions, la Coupe des Villes de Foire fut ouverte aux « villes », si de nombreux clubs participèrent individuellement, plusieurs équipes furent des « sélections » regroupant les meilleurs joueurs d'une localité).
- 1er tour

| Équipe 1   | Résultat | Équipe 2                | Aller | Retour |
| ---------- | -------- | ----------------------- | ----- | ------ |
| Utrecht XI | 5 - 3    | SC Tasmania 1900 Berlin | 3 - 2 | 2 - 1  |

### Création de la Bundesliga
En vue de la saison suivante, la Deutscher Fussball Bund créa la première ligue nationale unique de l'Histoire du football allemand : la Bundesliga. La désignation des équipes composant cette ligue se fit selon des critères prédéterminés.
La Berliner Fußball-Verband (BFV) eut droit à une place qui fut attribuées au Hertha BSC Berlin.
Pour les détails des désignations de Berlin-Ouest, voir Vertragliga Berlin.

### Création de la Regionalliga Berlin
Sur les neuf clubs non retenus pour la Bundesliga, sept devinrent les fondateurs d'une nouvelle ligue dénommée Regionalliga Berlin avec trois promus de l'Amateurliga Berlin. Ces trois équipes furent : SV Blau-Weiss Berlin, SC Union 06 Berlin et Reinickendorfer Füchse.

## Oberliga West
L'Oberliga West 1962-1963 (en français : Ligue supérieure de football d'Allemagne occidentale) fut une ligue de football. Elle fut la 15e et dernière édition de cette ligue en tant que partie intégrante de la nouvelle formule du Championnat d'Allemagne de football.
Cette zone couvrait la région Ouest du pays : le Land de Rhénanie du Nord-Wesphalie.
De 1946 à la fin de l'été 1948, les équipes de cette Oberliga avaient pris part, en commun avec les clubs de la région « Nord », aux compétitions appelées Meisterschaft der Britische Besatzungzone 1946-1947 et  Meisterschaft der Britische Besatzungzone 1947-1948.
À la fin de la saison, cinq clubs (1. FC Köln, BV 09 Borussia Dortmund, FC Schalke 04, SC Preussen Münster, Meidericher SV) furent retenus pour faire partie de la nouvelle « Ligue fédérale », la Bundesliga. Toutes les autres formations furent reversées vers une série composant la nouvelle « Division 2 » : la Regionalliga West.

### Compétitions
Quatrième titre de Westdeutscher Meister consécutif pour le Cologne qui se qualifia pour la phase finale nationale avec le Borussia Dortmund.
Les deux équipes atteignirent la finale et les Borussen remportèrent le titre national. Cologne se consola en étant choisi pour participer à la 6e édition de la Coupe des Villes de Foire la saison suivante.

#### Légende
| Légende         | |
|                 | Champion d'Allemagne de l'Ouest 1962 |
| C               | Westdeutscher Meister & qualifié pour la phase finale nationale (également désigné pour participer à la 6e édition de la Coupe d'Europe des Villes de Foires) |
| Q               | qualifié pour la phase finale nationale |
| (T)             | Tenant du titre Oberliga West 1961-1962 |
| BL              | club retenu pour être un des fondateurs de la Bundesliga la saison suivante.                                                                                  |
| RL              | club versés en Regionalliga West pour la saison suivante |
| en augmentation | club promu de la 2. Oberliga West depuis la fin de la saison précédente                                                                                       |

#### Classement
|    |    |                          | M  | G  | N  | P  | +  | -  | Avg  | Pts |            |
| -- | -- | ------------------------ | -- | -- | -- | -- | -- | -- | ---- | --- | ---------- |
| C  | 1  | 1. FC Köln (T)           | 30 | 18 | 6  | 6  | 65 | 37 | 1,76 | 42  | BUNDESLIGA |
| Q  | 2  | Borussia Dortmund        | 30 | 19 | 2  | 9  | 77 | 39 | 1,97 | 40  | BUNDESLIGA |
| BL | 3  | Meidericher SV           | 30 | 15 | 8  | 7  | 47 | 43 | 1,09 | 38  | BUNDESLIGA |
| BL | 4  | SC Preussen Münster      | 30 | 14 | 9  | 7  | 51 | 32 | 1,59 | 37  | BUNDESLIGA |
| RL | 5  | Aachener TSV Alemannia   | 30 | 14 | 9  | 7  | 58 | 42 | 1,38 | 37  |            |
| BL | 6  | FC Schalke 04            | 30 | 13 | 9  | 8  | 62 | 43 | 1,44 | 35  | BUNDESLIGA |
| RL | 7  | Schwarz-Weiss Essen      | 30 | 13 | 7  | 10 | 44 | 37 | 1,19 | 33  |            |
| RL | 8  | SC Viktoria 04 Köln      | 30 | 12 | 6  | 12 | 81 | 69 | 1,17 | 30  |            |
| RL | 9  | SV Bayer 04 Leverkusen   | 30 | 10 | 10 | 10 | 50 | 54 | 0,94 | 30  |            |
| RL | 10 | Rot-Weiss Oberhausen     | 30 | 10 | 9  | 11 | 49 | 58 | 0,84 | 29  |            |
| RL | 11 | Borussia Mönchengladbach | 30 | 8  | 8  | 14 | 44 | 60 | 0,73 | 24  |            |
| RL | 12 | Sportfreunde Hamborn 07  | 30 | 9  | 6  | 15 | 34 | 51 | 0,67 | 24  |            |
| RL | 13 | Fortuna Düsseldorf       | 30 | 8  | 6  | 16 | 43 | 64 | 0,67 | 22  |            |
| RL | 14 | SC Westfalia Herne       | 30 | 8  | 5  | 17 | 43 | 65 | 0,66 | 21  |            |
| RL | 15 | Wuppertaler SV           | 30 | 9  | 2  | 19 | 43 | 66 | 0,65 | 20  |            |
| RL | 16 | TSV Marl-Hüls            | 30 | 7  | 4  | 19 | 37 | 69 | 0,54 | 18  |            |

### Parcours européens

#### Coupe des clubs champions européens
Champion d'Allemagne 1962, le 1. FC Köln participa à la 8e édition de la Coupe des clubs champions européens. Le cercle rhénan fut éliminé dès le tour préliminaire, à la suite d'un match « aller » catastrophique.
| Aller - Tour préliminaire | Dundee FC | 8 - 1   | 1. FC Köln          |                   |                   |
| Mercredi 5 septembre 1962 | Matthias Hemmersbach 10e (csc) · Robert Wishart 11e · Hugh Robertson 12e · Alan Gilzean 26e 63e 66e · Gordon Smith 45e · Andrew Penman 49e | (5 - 0) | Helmut Benthaus 72e | Dens Park, Dundee | Dens Park, Dundee |
| Mercredi 5 septembre 1962 | Rapport |         |                     | Dens Park, Dundee | Dens Park, Dundee |

| Retour - Tour préliminaire | 1. FC Köln                                                          | 4 - 0   | Dundee FC |                               |                               |
| Mercredi 26 septembre 1962 | Ernst-Günter Habig 8e · Christian Müller 37e 57e · Hans Schäfer 44e | (3 - 0) |           | Stade de Müngersdorf, Cologne | Stade de Müngersdorf, Cologne |
| Mercredi 26 septembre 1962 | Rapport                                                             |         |           | Stade de Müngersdorf, Cologne | Stade de Müngersdorf, Cologne |

Le 1. FC Köln est éliminé (5-8 en cumulé).

#### Coupe des Villes de Foires
Le SC Viktoria 04 Köln fut choisi pour participer à la 5e édition de la Coupe des Villes de Foire. Le cercle colonais fut éliminé dès le 1er tour, par les hongrois de Ferencváros.
- 1er tour

| Équipe 1            | Résultat | Équipe 2    | Aller | Retour |
| ------------------- | -------- | ----------- | ----- | ------ |
| SC Viktoria 04 Köln | 5 - 7    | Ferencváros | 4 - 3 | 1 - 4  |

### Création de la Bundesliga
En vue de la saison suivante, la Deutscher Fussball Bund créa la première ligue nationale unique de l'Histoire du football allemand : la Bundesliga. La désignation des équipes composant cette ligue se fit selon des critères prédéterminés.
La Westdeutscher Fußball-und Leichtathletikverband (WFLV) eut droit à cinq places qui furent attribuées aux :
- 1. FC Köln ;
- BV 09 Borussia Dortmund ;
- FC Schalke 04 ;
- SC Preussen Münster ;
- Meidericher SV.

Pour les détails des désignations de la région Ouest, voir Oberliga West.

### Création de la Regionalliga West
Les onze clubs non retenus pour la Bundesliga, devinrent les fondateurs d'une nouvelle ligue dénommée Regionalliga West avec huit promus de la 2. Oberliga West et un club promu des Amateurligen (désigné au terme d'un tour de qualification). Ces neuf équipes furent :
- VfB Bottrop ;
- TuS Duisburg 48/99 ;
- SpVgg Herten ;
- STV Horst-Emscher ;
- Sportfreunde Siegen ;
- Rot-Weiss Essen ;
- DSC Arminia Bielefeld ;
- Duisburger SpV ;
- Lüner SV (promu des Amateurligen).

## Oberliga Südwest
L'Oberliga Südwest 1962-1963 (en français : Ligue supérieure de football d'Allemagne du Sud-Ouest) est une ligue de football. Elle constitue la 16e édition et dernière de cette ligue en tant que plus haute division de la hiérarchie du football allemand.
Cette zone couvre le Sud-Ouest du pays et regroupe les Länder de Sarre et de Rhénanie-Palatinat.
À la fin de la saison, deux clubs, le 1. FC Saarbrücken, et le 1. FC Kaiserslautern, sont retenus pour faire partie de la nouvelle "Ligue fédérale", la Bundesliga. Toutes les autres formations sont reversées vers une série composant la nouvelle "Division 2" : la Regionalliga Südwest.

### Compétition
Pour cette saison de clôture, le 1. FC Kaiserslautern renoue avec le titre. Il se qualifie pour la phase finale nationale en compagnie du Borussia Neunkirchen.

#### Légende
| Légende         | |
| C               | Südwest Meister & qualifié pour la phase finale nationale                                                             |
| Q               | qualifié pour la phase finale nationale                                                                               |
| (T)             | Tenant du titre Oberliga Südwest 1961-1962                                                                            |
| BL              | club retenu pour être un des fondateurs de la Bundesliga en vue de la saison suivante                                 |
| RL              | club reversé en Regionalliga Südwest en vue de la saison suivante                                                     |
| b               | Barrage face au 3e de 2. Oberliga Südwest                                                                             |
| q               | Tour de qualification pour la Regionalliga Südwest face à des équipes d'Amateurliga et le perdant du Barrage susnommé |
| en augmentation | club promu de la 2. Oberliga Südwest depuis la fin de la saison précédente                                            |

#### Classement
|    |    |                              | M  | G  | N | P  | +   | -   | Avg  | Pts |            |
| -- | -- | ---------------------------- | -- | -- | - | -- | --- | --- | ---- | --- | ---------- |
| C  | 1  | 1. FC Kaiserslautern         | 30 | 23 | 1 | 6  | 110 | 34  | 3,24 | 47  | BUNDESLIGA |
| Q  | 2  | VfB Borussia Neunkirchen (T) | 30 | 17 | 7 | 6  | 64  | 30  | 2,13 | 41  |            |
| RL | 3  | FK Pirmasens                 | 30 | 17 | 7 | 6  | 82  | 39  | 2,10 | 41  |            |
| RL | 4  | VfR Wormatia Worms 08        | 30 | 17 | 7 | 6  | 68  | 36  | 1,89 | 41  |            |
| BL | 5  | 1. FC Saarbrücken            | 30 | 17 | 6 | 7  | 80  | 41  | 1,95 | 40  | BUNDESLIGA |
| RL | 6  | Sportfreunde 05 Saarbrücken  | 30 | 15 | 5 | 10 | 63  | 47  | 1,34 | 35  |            |
| RL | 7  | Ludwigshafener SC 1925       | 30 | 13 | 7 | 10 | 57  | 54  | 1,06 | 33  |            |
| RL | 8  | TuRa Ludwigshafen            | 30 | 12 | 4 | 12 | 48  | 59  | 0,81 | 32  |            |
| RL | 9  | SV Saar 05 Saarbrücken       | 30 | 10 | 9 | 11 | 44  | 48  | 0,92 | 29  |            |
| RL | 10 | TuS Neuendorf                | 30 | 12 | 4 | 4  | 54  | 68  | 0,79 | 28  |            |
| RL | 11 | VfR Frankenthal              | 30 | 10 | 4 | 16 | 57  | 74  | 0,77 | 24  |            |
| RL | 12 | 1. FSV Mainz 05              | 30 | 8  | 7 | 15 | 33  | 51  | 0,65 | 23  |            |
| RL | 13 | VfR Kaiserslautern           | 30 | 7  | 8 | 15 | 35  | 53  | 0,66 | 22  |            |
| RL | 14 | BSC 1914 Oppau               | 30 | 9  | 4 | 17 | 43  | 66  | 0,65 | 22  |            |
| b  | 15 | Eintracht Bad Kreuznach      | 30 | 7  | 5 | 18 | 35  | 56  | 0,63 | 19  |            |
| q  | 16 | SV Niederlahnstein           | 30 | 0  | 3 | 27 | 19  | 136 | 0,14 | 3   |            |

### Création de la Bundesliga
En vue de la saison suivante, la Fédération allemande de football créé la première ligue nationale unique de l'Histoire du football allemand : la Bundesliga. La désignation des équipes composant cette ligue se fait selon des critères prédéterminés.
La Fußball-Regional-Verband Südwest (FRVS) a droit à deux places qui sont attribuées au : 1. FC Sarrebruck et au 1. FC Kaiserslautern.
Pour les détails des désignations de la région Nord, voir Oberliga Südwest.

### Création de la Regionalliga Südwest

#### Barrage3e2. OL/15eOL
Un barrage opposa le 3e de la 2. Oberliga au 15e de l'Oberliga. Après une rencontre indécise et que la prolongation n'eut rien donné, Le SpVgg Weisenau se qualifia par tirage au sort. L'Eintracht Bad Kreuznach fut contraint de disputer le tour de qualification.

#### Tour de qualification
Les huit équipes concernées furent réparties en deux groupes de 4. Les participants étaient les formations classées de la 4e à la 8e place en 2. Oberliga Südwest, l'Eintracht Bad Kreuznach (battu au barrage par Weisenau), le SV Niederlahnstein (classé dernier en l'Oberliga) et l'ASV Landau, vainqueur du tour final des Amateurligen.
Le tour de qualification attribua 5 places: le FC Phönix Bellheim, le SV 06 Völklingen, le TSC Zweibrücken et le SV Niederlahnstein décrochèrent une des deux premières places de leur groupe et furent qualifiés.
Les deux troisièmes classés disputèrent un barrage pour déterminer le dernier qualifié. Après un partage (0-0, après prolongation), il fut procédé à un "jet de pièce". L'ASV Landau l'emporta et rejoignit la Regionalliga Südwest. Tandis que l'Eintracht Bad Kreuznach, qui perdit donc deux tirages au sort, descendit en Amateurliga, soit une relégation du premier au troisième niveau !
Les deux quatrièmes de ce tour de qualification, le VfB Wissen et Hassia Bingen retournèrent également en Amateurliga.

#### Résultats
Des quatorze clubs non retenus pour la Bundesliga, treize (Bad Kreuznach retourne en Amateurliga) deviennent les fondateurs d'une nouvelle ligue dénommée Regionalliga Südwest, avec six clubs issus de la 2. Oberliga Südwest et une équipe promue depuis les Amateurligen. Ces sept équipes sont : 
- SV Phönix 03 Ludwigshafen
- SV Eintracht Trier
- SpVgg Weisenau
- FC Phönix Bellheim
- SV Röchling Völklingen 06
- TSC Zweibrücken
- ASV Landau (depuis l'Amateurliga)

## Oberliga Süd
L'Oberliga Süd 1962-1963 (en français : Ligue supérieure de football d'Allemagne du Sud) est la 16e et dernière édition de cette ligue en tant que plus haute division de la hiérarchie du football allemand.
L'Oberliga Süd couvre le Sud du pays et regroupe les Länder du Bade-Wurtemberg, de Bavière et de Hesse.
À la fin de la saison, cinq clubs (TSV 1860 München, 1. FC Nürnberg, SG Eintracht Francfort, Karlsruher SC, VfB Stuttgart) sont retenus pour faire partie de la nouvelle "Ligue fédérale", la Bundesliga. Toutes les autres formations sont reversées vers une série composant la nouvelle "Division 2" : la Regionalliga Süd.

### Compétition
Le 1. FC Nurnberg, vainqueur la saison précédente, doit laisser le titre au surprenant TSV 1860 München. Un sacre de Süddeutscher Meister qui offre une place en Bundelisga aux "Löwen" (lions). Les deux clubs sont qualifiés pour la phase finale nationale.

#### Légende
| Légende         |                                                                                 |
| C               | Süddeutscher Meister & qualifié pour la phase finale nationale                  |
| Q               | qualifié pour la phase finale nationale                                         |
| (T)             | Tenant du titre Oberliga Süd 1961-1962                                          |
| BL              | club retenu pour devenir un des fondateurs de la Bundelisga la saison suivante. |
| RL              | club reversé en Regionalliga Süd la saison suivante.                            |
| en augmentation | club promu de 2. Oberliga Süd, depuis la fin de la saison précédente.           |

#### Classement
|    |    |                        | M  | G  | N  | P  | +  | -  | Avg  | Pts |            |
| -- | -- | ---------------------- | -- | -- | -- | -- | -- | -- | ---- | --- | ---------- |
| C  | 1  | TSV 1860 München       | 30 | 19 | 6  | 5  | 72 | 38 | 1,89 | 44  | BUNDESLIGA |
| Q  | 2  | 1. FC Nürnberg (T)     | 30 | 18 | 5  | 7  | 87 | 41 | 2,12 | 41  | BUNDESLIGA |
| RL | 3  | FC Bayern München      | 30 | 18 | 4  | 8  | 67 | 52 | 1,29 | 40  |            |
| BL | 4  | SG Eintracht Frankfurt | 30 | 14 | 11 | 5  | 56 | 32 | 1,75 | 39  | BUNDESLIGA |
| BL | 5  | Karlsruher SC          | 30 | 13 | 8  | 9  | 59 | 48 | 1,23 | 34  | BUNDESLIGA |
| BL | 6  | VfB Stuttgart          | 30 | 12 | 8  | 10 | 49 | 40 | 1,23 | 32  | BUNDESLIGA |
| RL | 7  | Offenbacher FC Kickers | 30 | 11 | 10 | 9  | 57 | 49 | 1,16 | 32  |            |
| RL | 8  | TSG 1846 Ulm           | 30 | 10 | 10 | 10 | 64 | 58 | 1,10 | 30  |            |
| RL | 9  | SpVgg Fürth            | 30 | 11 | 7  | 12 | 49 | 48 | 1,02 | 29  |            |
| RL | 10 | KSV Hessen Kassel      | 30 | 9  | 11 | 10 | 49 | 57 | 0,86 | 29  |            |
| RL | 11 | 1. FC Schweinfurt 05   | 30 | 10 | 6  | 14 | 43 | 53 | 0,81 | 26  |            |
| RL | 12 | VfR Mannheim           | 30 | 9  | 8  | 13 | 49 | 62 | 0,79 | 26  |            |
| RL | 13 | FC Bayern Hof 1910     | 30 | 9  | 3  | 18 | 40 | 62 | 0,65 | 21  |            |
| RL | 14 | SSV Reutlingen 05      | 30 | 6  | 9  | 15 | 48 | 75 | 0,64 | 21  |            |
| RL | 15 | TSV Schwaben Augsburg  | 30 | 7  | 5  | 18 | 49 | 73 | 0,67 | 19  |            |
| RL | 16 | BC Augsburg            | 30 | 5  | 7  | 18 | 38 | 88 | 0,43 | 17  |            |

### Parcours européen

#### Coupe des Vainqueurs de Coupe
Vainqueur de la DFB-Pokal 1962, le 1. FC Nürnberg participa à la Coupe d'Europe des Vainqueurs de Coupe. Le club allemand fut éliminé en demi-finale.
- 8e de finale

| Équipe 1         | Résultat | Équipe 2       | Aller | Retour |
| ---------------- | -------- | -------------- | ----- | ------ |
| AS Saint-Étienne | 0 - 3    | 1. FC Nürnberg | 0 - 0 | 0 - 3  |

- Quart de finale

| Équipe 1      | Résultat | Équipe 2       | Aller | Retour |
| ------------- | -------- | -------------- | ----- | ------ |
| B 1909 Odense | 0 - 7    | 1. FC Nürnberg | 0 - 1 | 0 - 6  |

- Demi-finale

| Équipe 1       | Résultat | Équipe 2                | Aller | Retour |
| -------------- | -------- | ----------------------- | ----- | ------ |
| 1. FC Nürnberg | 2 - 3    | Club Atlético de Madrid | 2 - 1 | 0 - 2  |

#### Coupe des Villes de Foires
Le FC Bayern München fut désigné pour jouer la 5e édition de la Coupe des Villes de Foires. Pour cette première participation européenne, le club bavarois atteint les quarts de finale.
- 1er tour

| Équipe 1 | Résultat | Équipe 2          | Aller | Retour          |
| -------- | -------- | ----------------- | ----- | --------------- |
| Bâle XI  | 0 - 3    | FC Bayern München | 0 - 3 | forfait de Bâle |

- 8e de finale

| Équipe 1          | Résultat | Équipe 2      | Aller | Retour |
| ----------------- | -------- | ------------- | ----- | ------ |
| FC Bayern München | 6 - 1    | Drumcondra FC | 6 - 0 | 0 - 1  |

- Quart de finale

| Équipe 1          | Résultat | Équipe 2      | Aller | Retour |
| ----------------- | -------- | ------------- | ----- | ------ |
| FC Bayern München | 1 - 4    | Dinamo Zagreb | 1 - 4 | 0 - 0  |

### Création de la Bundesliga
En vue de la saison suivante, la Deutscher Fussball Bund créé la première ligue nationale unique de l'Histoire du football allemand : la Bundesliga. La désignation des équipes composant cette ligue se fait selon des critères prédéterminés.
La Süddeutscher Fußball-Verband (SFV) a droit à cinq places qui sont attribuées au :
- TSV 1860 München
- 1. FC Nürnberg
- SG Eintracht Francfort
- Karlsruher SC
- VfB Stuttgart

Pour les détails des désignations de la région Sud, voir Oberliga Sud.

### Création de la Regionalliga Süd
Les onze clubs non retenus pour la Bundesliga, deviennent les fondateurs d'une nouvelle ligue dénommée Regionalliga Sud, avec neuf promus de la 2. Oberliga Süd. Ces neuf équipes sont : 
- FSV Frankfurt
- ESV Ingolstadt-Ringsee
- SV Waldhof Mannheim
- 1. FC Pforzheim
- Freiburger FC
- SV Stuttgarter Kickers
- Spvgg Amiticia Vierheim
- SpVgg 03 Neu-Isenburg
- SC Borussia 04 Fulda

## Phase finale nationale

### Les 9 clubs participants
| Oberligen           | Qualifiés                                  | Remarques                           | Tour d'entrée              |
| ------------------- | ------------------------------------------ | ----------------------------------- | -------------------------- |
| Oberliga Nord       | Hamburger SV SV Werder Bremen              | Norddeutscher Meister 2e Nord       | Groupe 2 Tour préliminaire |
| Vertragsliga Berlin | Hertha Berlin                              | Berliner Meister                    | Groupe 1                   |
| Oberliga West       | 1. FC Köln Borussia Dortmund               | Westdeutscher Meister 2e West       | Groupe 1 Groupe 2          |
| Oberliga Südwest    | FC Kaiserslautern VfB Borussia Neunkirchen | Südwestdeutscher Meister 2e Südwest | Groupe 1 Groupe 2          |
| Oberliga Süd        | 1. FC Nürnberg TSV 1860 München            | Süddeutscher Meister 2e Süd         | Tour préliminaire Groupe 2 |

### Compétition

#### Tour de qualification
2 clubs disputent un tournoi de qualification. Le vainqueur est qualifié pour la phase finale.
| Équipe 1     | Résultat | Équipe 2     |
| ------------ | -------- | ------------ |
| FC Nuremberg | 2 - 1    | Werder Brême |

#### Premier tour

##### Groupe 1
| Rang | Équipe            | Pts | J | G | N | P | Bp | Bc | Diff |  | Résultats (▼ dom., ► ext.) | Colo | Nure | Hert | Kais |
| ---- | ----------------- | --- | - | - | - | - | -- | -- | ---- |  | -------------------------- | ---- | ---- | ---- | ---- |
| 1    | FC Cologne T      | 10  | 6 | 4 | 2 | 0 | 29 | 12 | +17  |  | FC Cologne                 |      | 6-2  | 5-1  | 8-2  |
| 2    | FC Nuremberg      | 8   | 6 | 3 | 2 | 1 | 19 | 12 | +7   |  | FC Nuremberg               | 3-3  |      | 5-0  | 5-1  |
| 3    | Hertha Berlin     | 3   | 6 | 1 | 1 | 4 | 8  | 19 | -11  |  | Hertha Berlin              | 3-6  | 0-2  |      | 3-0  |
| 4    | FC Kaiserslautern | 3   | 6 | 0 | 3 | 3 | 7  | 20 | -13  |  | FC Kaiserslautern          | 1-1  | 2-2  | 1-1  |      |

##### Groupe 2
| Rang | Équipe               | Pts | J | G | N | P | Bp | Bc | Diff |  | Résultats (▼ dom., ► ext.) | Dort | Muni | Neun | Hamb |
| ---- | -------------------- | --- | - | - | - | - | -- | -- | ---- |  | -------------------------- | ---- | ---- | ---- | ---- |
| 1    | Borussia Dortmund    | 9   | 6 | 4 | 1 | 1 | 15 | 7  | +8   |  | Borussia Dortmund          |      | 4-0  | 0-0  | 3-2  |
| 2    | TSV Munich 1860      | 6   | 6 | 3 | 0 | 3 | 10 | 12 | -2   |  | TSV Munich 1860            | 3-2  |      | 4-0  | 2-1  |
| 3    | Borussia Neunkirchen | 6   | 6 | 2 | 2 | 2 | 6  | 11 | -5   |  | Borussia Neunkirchen       | 2-5  | 2-1  |      | 3-0  |
| 4    | Hambourg SV          | 3   | 6 | 1 | 1 | 4 | 7  | 10 | -3   |  | Hambourg SV                | 0-1  | 3-0  | 1-1  |      |

#### Finale
| 29 juin 1963 | Borussia Dortmund                     | 3 - 1 | FC Cologne T     | Neckarstadion, Stuttgart                          |                                                   |
|              | Kurrat 9e · Wosab 57e · A.Schmidt 65e |       | Schnellinger 74e | Spectateurs : 75 700 Arbitrage : Kurt Tschenscher | Spectateurs : 75 700 Arbitrage : Kurt Tschenscher |

## Bilan de la saison
| Tableau d'Honneur              |                   |
| Compétition                    | Vainqueur         |
| Championnat de RFA de football | Borussia Dortmund |
| Coupe de RFA de football       | Hambourg SV       |

| Qualifications européennes                   |                          |
| Coupe d'Europe des clubs champions 1963-1964 | Qualifié                 |
| Premier tour                                 | Borussia Dortmund        |
| Coupe des Coupes 1963-1964                   | Qualifié                 |
| Premier tour                                 | Hambourg SV              |
| Coupe des villes de foires 1963-1964         | Qualifié                 |
| Premier tour                                 | FC Cologne Hertha Berlin |